# Coccoloba excelsa
Coccoloba excelsa Benth. – gatunek rośliny z rodziny rdestowatych (Polygonaceae Juss.). Występuje naturalnie w Kolumbii, Gujanie Francuskiej, Ekwadorze, Peru oraz Brazylii (w stanach Acre, Amazonas, Pará i Mato Grosso).

## Morfologia
PokrójWiecznie zielony krzew o pnących pędach.
LiścieIch blaszka liściowa jest skórzasta i ma owalny kształt. Mierzy 15–22 cm długości oraz 7–12 cm szerokości, jest całobrzega, o niemal sercowatej nasadzie i wierzchołku od tępego do spiczastego.
OwoceMają niemal kulisty kształt, osiągają 9 mm średnicy.

## Biologia i ekologia
Rośnie w lasach, na terenach nizinnych.